# Santa Cruz de Monte Castelo
Santa Cruz de Monte Castelo é um município brasileiro do estado do Paraná. Sua população segundo o censo do ano de 2022 é de 8.613 habitantes. Conhecida como Terra de Gente Feliz.

## Etimologia
O nome Santa Cruz de Monte Castelo, foi extraído da primeira Companhia Imobiliária a operar na localidade que tinha o nome de "Companhia Comércio e Colonizadora Santa Cruz", e Monte Castelo, em homenagem aos pracinhas brasileiros que participaram da "Tomada de Monte Castelo," na Itália, durante a Segunda Guerra Mundial. A denominação foi idealizada pelo Júlio Mariucci, que era de origem italiana e um dos fundadores da Cidade.

## História do município
O Município de Paranavaí, criado em virtude do desmembramento do território de Mandaguari, primeira unidade administrativa fundada no Vale dos Rios Ivaí e Tibagí, pela Companhia de Terras Noroeste do Paraná, compreendida até o ano de 1953, a vasta região de onde saíram nada menos que uma dezena de novas comunidades municipais, inclusive a de Santa Cruz de Monte Castelo.
Até o ano de 1950, as terras em que se localiza o Município de Santa Cruz de Monte Castelo, pertenciam ao Governo do Estado, quando foram requeridas por Orlando Leite, Ernesto Brito Cavalcante, ManoelBoaventura e outros, que passaram a ser proprietários de extensos tratos de terras na região.
Estes senhores, em 1951, venderam uma área de vinte e dois mil alqueires a Julio Mariucci, AntonioCantizzani e Amador Coelho Aguiar, os quais formaram, desde logo, uma empresa Imobiliária que passou a funcionar sob a denominação de Companhia Comercial e Colonizadora Santa Cruz.
Ainda no mesmo ano, a nova Companhia Imobiliária planejou, demarcou e dividiu as terras de sua propriedade em datas, sítios, chácaras e fazendas, obedecendo a um plano pré-estabelecido, diverso do que era adotado por outras empresas, suas antecessoras. Assim é que o perímetro urbano e suburbano foi loteado, traçado e dividido de acordo com as mais modernas técnicas urbanística.
Como sucede normalmente na zona setentrional do Paraná, já então conhecida por Norte Novo, devido a exuberância de suas matas, florestas e fertilidades das terras, amenidades do clima, abundancia das nascentes de águas, houve enorme concorrência afluindo para o patrimônio que se iniciativa, grande números de interessados em adquirir terras, tornar-se proprietário e dedicar-se à agricultura e pecuária.
Já em Dezembro de 1951, chegavam ao novo patrimônio as famílias de Laurindo Madureira, João Mariucci, Lamartine Cunha e Lucas Ortega Perez. Surgiram então as primeiras construções de madeira pelo carpinteiro José Bento de Carvalho. Inicialmente surgiu a casa que serviu de escritório à Companhia Comercial e Colonizadora Santa Cruz.
A partir daí, não mais cessou a afluência de novos compradores de terras interessados em residir na localidade. Rapidamente surgiu um núcleo habitacional de certa importância em pleno seio da mata virgem.
Devido a desistência de alguns sócios e a entrada de outros para os seus quadros, a Companhia Imobiliária sofre alterações na sua constituição jurídica passando a denominar-se Companhia Brasileira de Imigração e Colonização, representada pela sigla de: "COBRINCO", pela qual ficou conhecida por longos anos. A mesma ficou constituída pelos seguinte sócios majoritários: Mario Coelho Aguiar; Amador Coelho Aguiar; GinoCantizzani; Ramiro Silva Leite e F Fermino Ferreira. E virtude dessas transformações advieram sensíveis melhorias e progresso em suas atividades, especialmente nos trabalhos de urbanização, que sofreram notáveis inovações.
Pela Lei Estadual nº 13 de 05 de Agosto de 1953, o patrimônio de Santa Cruz de Monte Castelo, foi elevadoa categoria de Distrito Administrativo, integrando o quadro administrativo do Município de Paranavaí.
Em virtude da Lei Estadual nº 253/54, de 26 de novembro de 1954 (apenas um ano depois) Santa Cruz de Monte Castelo, atingiu a categoria de Município, com território desmembrado de Paranavaí.